# Mateiaș, Brașov
Mateiaș (în germană Mathesdorf, în maghiară Mátéfalva) este un sat în comuna Racoș din județul Brașov, Transilvania, România.

## Localizare
Localitatea este situată în centrul țării pe DN13, la 65 km de Sighișoara și 69 km de Brașov, în Munții Perșani. Localitatea dispune de o stație CFR, pe ruta Teiuș–Brașov.

## Istoric
În perioada interbelică a făcut parte din județul Târnava Mare, plasa Rupea.
Exista un monument al eroilor cazuti in cele doua razboaie mondiale, recunoscut de Asociatia "Cultul eroilor", filiala Brasov.

## Clădiri istorice
- Biserica ortodoxă "Sf. Arhangheli Mihail și Gavril"
- Monumentul istoric dedicat eroilor din Primul Război Mondial si Al Doilea Razboi Mondial.

## Demografie
La recensământul din 1930 au fost înregistrați 634 locuitori, dintre care 607 români, 25 maghiari, 1 german și 1 de altă etnie. Sub aspect confesional populația era alcătuită din 604 ortodocși, 10 romano-catolici, 8 reformați, 6 luterani ș.a.

## Tradiții și obiceiuri
- Obicei de nuntă Obiceiul de nuntă filmat în anul 1984 în satul Mateiaș de către studioul Sahia Film a câștigat Marele Premiu la un concurs de obiceiuri și tradiții populare desfășurat în Franța. Obiceiul prezintă amănunțit toate etapele nunții care se petreceau de odinioară in satul Mateiaș precum și în multe din satele din jurul Cohalmului (Rupea), pornind de la gătitul (aranjatul) miresei, al mirelui, călărașii, alaiurile celor doi miri, carele cu zestrea, uratul colăcelului, steagul de nunta, ghicitul miresei, etc. Trebuie remarcată[judecată de valoare] bogăția costumelor populare ale acestui sat în special în portul feminin dar mai ales în "găteala" (aranjarea) capului care era diferită pornind de la fetele tinere, femei măritate, chiar și femeile în vârstă.
- Anual, de Crăciun, Nașterea Domnului, toți feciorii se îmbracă în costum popular tradițional și pornesc prin sat a colinda pe la porțile oamenilor.
- În fiecare an, de Paște, Învierea Domnului, satul (în special tineretul) primește o invitație la un bal, numit " Fii Satului " , în fiecare an organizându-l o altă familie.